# Xestia turanica
Xestia turanica là một loài bướm đêm trong họ Noctuidae.